# Coupe de France 1963/64
Het seizoen 1963/64 was het 47e seizoen van de Coupe de France in het voetbal. Het toernooi werd georganiseerd door de Franse voetbalbond.
Dit seizoen namen er 1203 clubs deel. De competitie ging in de zomer van 1963 van start en eindigde op 10 mei 1964 met de finale in het Stade Olympique Yves-du-Manoir in Colombes. De finale werd gespeeld tussen Olympique Lyon (voor de tweede keer finalist) en Girondins Bordeaux (voor de vijfde keer finalist). Olympique Lyon veroverde voor de eerste keer de beker door Girondins Bordeaux met 2-0 te verslaan.
Als bekerwinnaar vertegenwoordigde Olympique Lyon Frankrijk in de Europacup II 1964/65.

## Uitslagen

### 1/32 finale
De wedstrijden werden op 12 januari gespeeld, de beslissingswedstrijden op 16 (AS Cherbourg - Le Havre AC, Lille OSC - AS Aulnoye), 19 (RC Lens - CO Roubaix-Tourcoing, RC Agde - ES Bagnols-Marcoule) en 23 januari (Sporting Toulon - AS Cannes). De tweede beslissingswedstrijd tussen RC Agde - ES Bagnols-Marcoule werd op 26 januari gespeeld. De 18 clubs van de Division 1 kwamen in deze ronde voor het eerst in actie.
| Winnaar                | Uitslag     | Verliezer            |
| ---------------------- | ----------- | -------------------- |
| Olympique Lyon         | 2-1         | Olympique Nîmes      |
| Girondins Bordeaux     | 2-1         | Toulouse FC          |
| US Valenciennes-Anzin  | 1-0         | US Quevilly          |
| FC Nantes              | 7-0         | Stade Camblanes      |
| RC Lens                | 1-1 nv; 1-0 | CO Roubaix-Tourcoing |
| Red Star Olympique     | 4-2         | Stade Rennes         |
| FC Rouen               | 2-0         | CA Vitry             |
| OGC Nice               | 4-2         | Gazélec FCO Ajaccio  |
| AS Cherbourg           | 1-1 nv; 2-1 | Le Havre AC          |
| Sporting Toulon        | 1-1 nv; 4-1 | AS Cannes            |
| FC Nancy               | 2-1         | AC Cambrai           |
| RC Strasbourg          | 2-0         | RCFC Besançon        |
| FC Sochaux             | 3-2 nv      | FC Grenoble          |
| CS Pierrots Strasbourg | 5-2         | AS Talange           |
| RC Paris               | 2-1         | Racing Calais        |
| Stade Reims            | 4-2         | Stade Français       |

| Winnaar             | Uitslag             | Verliezer           |
| ------------------- | ------------------- | ------------------- |
| US Forbach          | 2-0                 | Arago Sport Orléans |
| FC Metz             | 3-0                 | ECAC Chaumont       |
| AS Saint-Étienne    | 2-0                 | Stade Saint-Germain |
| UA Sedan Torcy      | 3-1 nv              | US Boulogne         |
| SCO Angers          | 2-0                 | AAJ Blois           |
| LB Châteauroux      | 6-1                 | Stade Morlaix       |
| AS Béziers          | 2-1                 | FC Annecy           |
| CA Montreuil        | 5-1                 | AS Libourne         |
| US Albi             | 2-1                 | FC Martigues        |
| CO Cholet           | 5-0                 | Jeunesse Villenave  |
| FC Mulhouse         | 3-1                 | US Blanzy-Montceau  |
| AS Bagneaux-Nemours | 2-1                 | Stade Béthune       |
| AS Monaco           | 2-1 nv              | SA Thiers           |
| RC Agde             | 0-0 nv; 2-2 nv; 3-0 | ES Bagnols-Marcoule |
| AS Aix              | 3-1 nv              | Olympique Marseille |
| Lille OSC           | 1-1 nv; 1-0         | AS Aulnoye          |

### 1/16 finale
De wedstrijden werden op 9 februari gespeeld, de beslissingswedstrijden op 13 (Lens - Angers, Rouen - Béziers, Reims - Lille) en 16 januari (Red Star - Châteauroux, Cherbourg - Albi, ), de drie beslissingswedstrijden tussen Pierrots Straatsburg - RC Agde op 16, 23 en 29 februari.
| Winnaar               | Uitslag     | Verliezer        |
| --------------------- | ----------- | ---------------- |
| Olympique Lyon        | 2-0         | US Forbach       |
| Girondins Bordeaux    | 4-0         | FC Metz          |
| US Valenciennes-Anzin | 2-1 nv      | AS Saint-Étienne |
| FC Nantes             | 1-0         | UA Sedan Torcy   |
| RC Lens               | 1-1 nv; 2-1 | SCO Angers       |
| Red Star Olympique    | 1-1 nv; 3-1 | LB Châteauroux   |
| FC Rouen              | 0-0 nv; 1-0 | AS Béziers       |
| OGC Nice              | 2-1 nv      | CA Montreuil     |

| Winnaar                | Uitslag                     | Verliezer           |
| ---------------------- | --------------------------- | ------------------- |
| AS Cherbourg           | 0-0 nv; 1-0                 | US Albi             |
| Sporting Toulon        | 2-1 nv                      | CO Cholet           |
| FC Nancy               | 2-1                         | FC Mulhouse         |
| RC Strasbourg          | 3-0                         | AS Bagneaux-Nemours |
| FC Sochaux             | 2-1                         | AS Monaco           |
| CS Pierrots Strasbourg | 1-1 nv; 1-1 nv; 1-1 nv; 2-1 | RC Agde             |
| RC Paris               | 1-0                         | AS Aix              |
| Stade Reims            | 3-3 nv; 2-1                 | Lille OSC           |

### 1/8 finale
De wedstrijden werden op 1 maart gespeeld.
| Winnaar               | Uitslag | Verliezer       |
| --------------------- | ------- | --------------- |
| Olympique Lyon        | 3-0     | AS Cherbourg    |
| Girondins Bordeaux    | 1-0     | Sporting Toulon |
| US Valenciennes-Anzin | 2-0     | FC Nancy        |
| FC Nantes             | 1-0     | RC Strasbourg   |

| Winnaar            | Uitslag | Verliezer              |
| ------------------ | ------- | ---------------------- |
| RC Lens            | 4-2 nv  | FC Sochaux             |
| Red Star Olympique | 1-0 nv  | CS Pierrots Strasbourg |
| FC Rouen           | 2-1     | RC Paris               |
| OGC Nice           | 1-0     | Stade Reims            |

### Kwartfinale
De wedstrijden werden op 22 maart gespeeld.
| Winnaar               | Uitslag | Verliezer          |
| --------------------- | ------- | ------------------ |
| Olympique Lyon        | 2-1     | RC Lens            |
| Girondins Bordeaux    | 2-0     | Red Star Olympique |
| US Valenciennes-Anzin | 1-0     | FC Rouen           |
| FC Nantes             | 4-1     | OGC Nice           |

### Halve finale
De wedstrijden werden op 17 (Lyon - Valenciennes) en 19 april (Bordeaux - Nantes) gespeeld.
| Winnaar            | Uitslag | Verliezer             |
| ------------------ | ------- | --------------------- |
| Olympique Lyon     | 2-0     | US Valenciennes-Anzin |
| Girondins Bordeaux | 2-0     | FC Nantes             |

### Finale
De wedstrijd werd op 10 mei 1964 gespeeld in het Stade Olympique Yves-du-Manoir in Colombes voor 32.777 toeschouwers. De wedstrijd stond onder leiding van scheidsrechter Henri Faucheux.
| Winnaar                             | Uitslag | Finalist           |
| ----------------------------------- | ------- | ------------------ |
| Olympique Lyon                      | 2-0     | Girondins Bordeaux |
| Nestor Combin 12' Nestor Combin 26' |         |                    |

1917/18 · 1918/19 · 1919/20 · 1920/21 · 1921/22 · 1922/23 · 1923/24 · 1924/25 · 1925/26 · 1926/27 · 1927/28 · 1928/29 · 1929/30 · 1930/31 · 1931/32 · 1932/33 · 1933/34 · 1934/35 · 1935/36 · 1936/37 · 1937/38 · 1938/39 · 1939/40 · 1940/41 · 1941/42 · 1942/43 · 1943/44 · 1944/45 · 1945/46 · 1946/47 · 1947/48 · 1948/49 · 1949/50 · 1950/51 · 1951/52 · 1952/53 · 1953/54 · 1954/55 · 1955/56 · 1956/57 · 1957/58 · 1958/59 · 1959/60 · 1960/61 · 1961/62 · 1962/63 · 1963/64 · 1964/65 · 1965/66 · 1966/67 · 1967/68 · 1968/69 · 1969/70 · 1970/71 · 1971/72 · 1972/73 · 1973/74 · 1974/75 · 1975/76 · 1976/77 · 1977/78 · 1978/79 · 1979/80 · 1980/81 · 1981/82 · 1982/83 · 1983/84 · 1984/85 · 1985/86 · 1986/87 · 1987/88 · 1988/89 · 1989/90 · 1990/91 · 1991/92 · 1992/93 · 1993/94 · 1994/95 · 1995/96 · 1996/97 · 1997/98 · 1998/99 · 1999/00 · 2000/01 · 2001/02 · 2002/03 · 2003/04 · 2004/05 · 2005/06 · 2006/07 · 2007/08 · 2008/09 · 2009/10 · 2010/11 · 2011/12 · 2012/13 · 2013/14 · 2014/15 · 2015/16 · 2016/17 · 2017/18 · 2018/19 · 2019/20 · 2020/21 · 
2021/22 · 2022/23 · 2023/24 · 2024/25 ·